# MOS Burger
MOS Burger (モスバーガー Mosu bāgā?), es una cadena de hamburgueserías japonesa que es parte de MOS Food Services S.A. (株式会社モスフードサービス Kabushikigaisha Mosu fūdo sābisu?). Su sede central se encuentra en Tokio. También es el nombre de las hamburguesas que se venden en estos locales.

## Características
Las siglas "MOS" hacen referencia a las palabras en inglés Mountain (montaña), Ocean (océano) y Sun (sol). Fueron tomadas del nombre que tuvo la empresa predecesora, Merchandising Organizing System; anteriormente también fue utilizado como abreviatura de "MOSt delicious" (la más deliciosa) y hasta no hace mucho como siglas que hacen referencia a las palabras en inglés Mountain (montaña), Ocean (océano) y Sea (mar).
En Japón es la segunda cadena de hamburgueserías detrás de McDonald's.
A pesar de ser una cadena de comida rápida, la hamburguesa se prepara una vez recibido el pedido, por lo que dentro de las cadenas de comida rápida tiene la característica de presentar una preparación más acorde a un slow food.

## Datos
- Razón social: MOS Food Services S.A. (株式会社モスフードサービス Kabushikigaisha Mosu fūdo sābisu?)
- Fundación: 21 de julio de 1972
- Sede central: 〒141-6004 ThinkPark Tower 4° piso, Oosaki 2-1-1, Shinagawa, Ciudad de Tokio
- Teléfono: 03-5487-7371
- Cantidad de empleados: 351 (al 31 de marzo de 2007)

## Historia

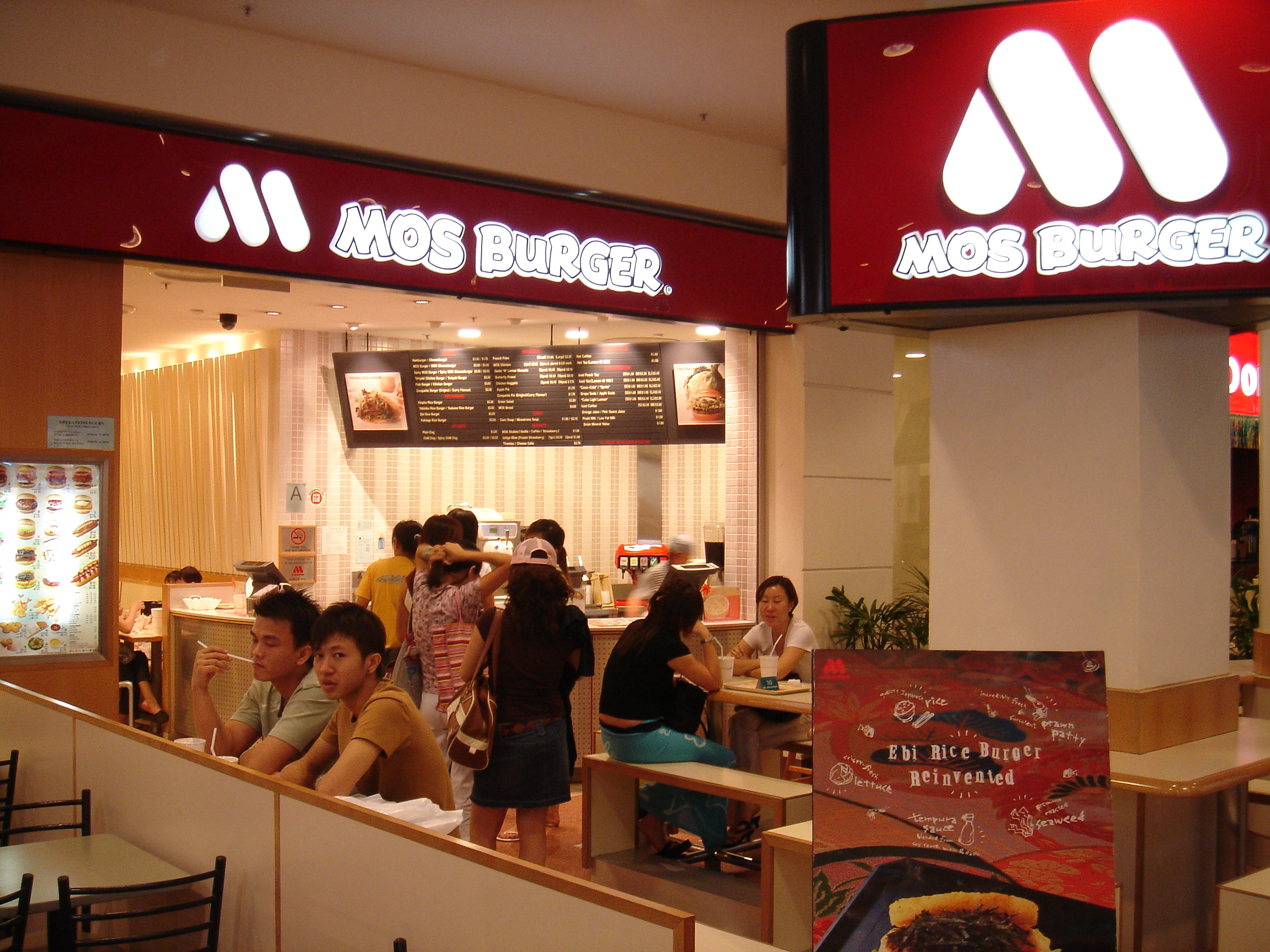
Un local en Singapur.

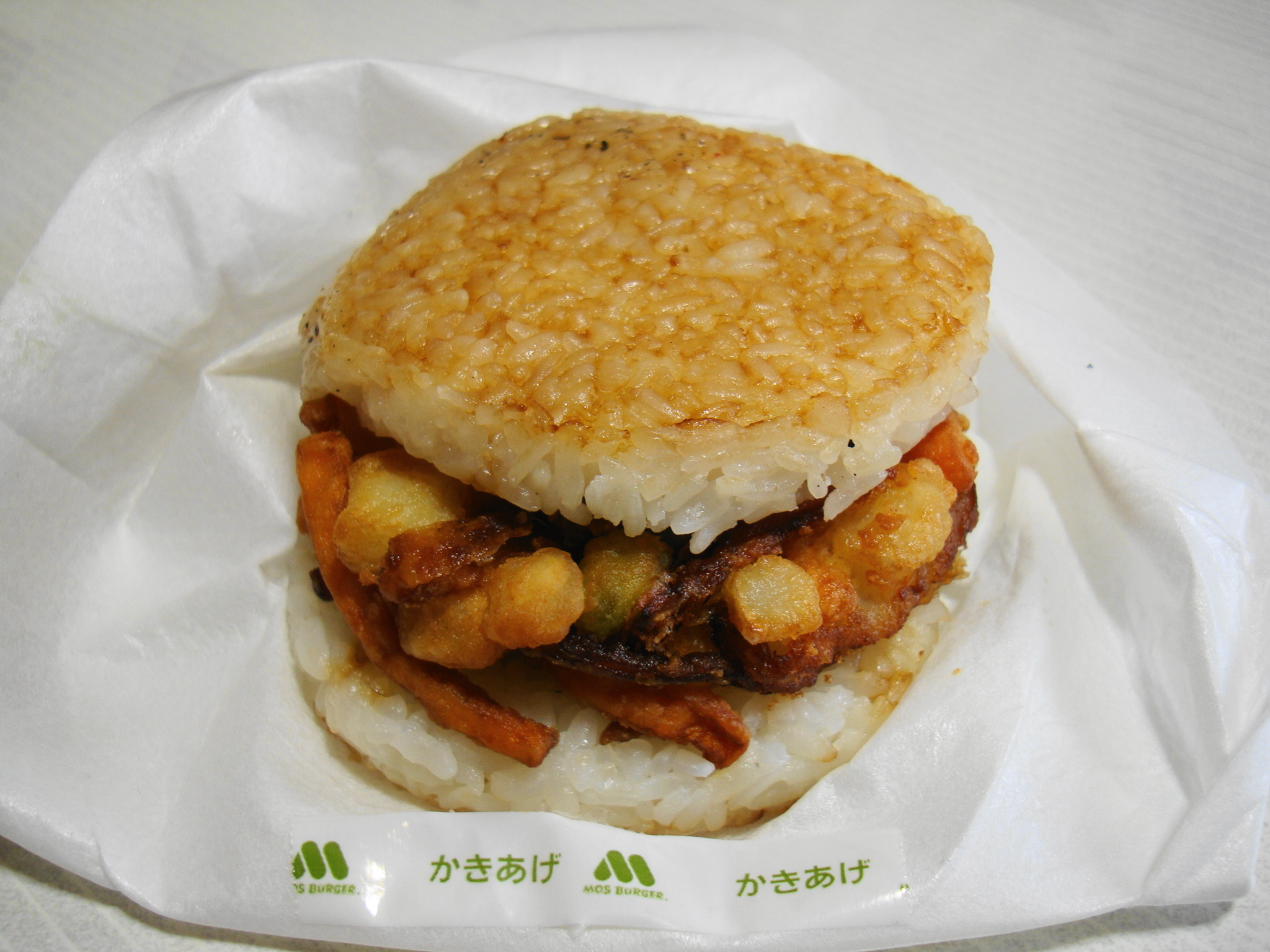
Hamburguesa MOS de arroz

- 1972: el 12 de marzo inaugura un local expermiental en la Estación Narimasu (成増駅 Narimasu-eki?) de la Línea Principal Tojo (東上本線 Tōjō-honsen?) de Ferrocarriles Tobu (東武鉄道 Tōbu-tetsudō?).
- 1972: el 21 de julio se constituye MOS Food Services S.A.
- 1973: en mayo lanza la Hamburguesa Teriyaki (テリヤキバーガー Teriyaki-bāgā?).
- 1976: en octubre inaugura su local N°50, el local Koza en la Prefectura de Okinawa.
- 1979: en enero inaugura su local N°100, el local Shodojima en la Prefectura de Kagawa (aunque fue cerrado).
- 1984: en junio lanza la Hamburguesa Teriyaki de pollo (テリヤキチキンバーガー Teriyaki Chikin-bāgā?).
- 1986: en diciembre inaugura su local N°500, el local Utsunomiya Tsuruta en la Prefectura de Tochigi (aunque fue cerrado).
- 1987: en agosto lanza el hot dog.
- 1987: en diciembre lanza el Hamburguesa MOS de arroz (モスライスバーガー MOS Raisu bāgā?).
- 1989: en diciembre inaugura su primer local en Estados Unidos en Hawái.
- 1991: en febrero inaugura su primer local en Taiwán.
- 1991: en marzo inaugura su local N.º 1.000, el local Egota Asahioka en Tokio.
- 1993: en mayo inaugura su primer local en Singapur.
- 1998: en octubre inaugura su local N.º 1.500, el local Eniwa en la Prefectura de Hokkaido.
- 2005: en marzo lanza una hamburguesa especial de 1.000 yenes, aproximadamente 10 dólares.
- 2005: en abril cierra su local en Hawái.
- 2006: en octubre inaugura su primer local en Hong Kong.
- 2007: en enero inaugura su primer local en Tailandia.